# ヴァース・アンセム
ヴァース・アンセム（verse anthem）とは、イギリスの宗教的合唱曲の一種で、合唱のみのフル・アンセムとは異なり、独唱や楽器による伴奏がつく。
ヴァース・アンセムにおいて、「ヴァース」と呼ばれる独唱パートと合唱パートが交互に歌われ、オルガンなどの楽器が伴奏につく。独唱パートは  装飾して表現力豊かな効果を出すことが期待され、一方、合唱パートは質・質においてそれと対照的なものを提供する。ヴァース・アンセムは17世紀初期から18世紀中期にかけて発展し、かなりの人気を得た。チャールズ2世の王政復古期、それ以前のモテット形式への関心が復活したが、作曲家たちはヴァース・アンセムを作曲し続けた。とくにチャペル・ロイヤルのためで、時には大規模なヴァース・アンサムになることもあった。
ヴァース・アンセムの代表的な作曲家には、ウィリアム・バード、オーランド・ギボンズ、トマス・ウィールクス、トマス・トムキンズ、ジョン・ブル、ペラム・ハンフリーらがいる。
数あるジャコビアン時代のヴァース・アンセムの中でも、ジョン・ブル作曲の『星のアンセム（Star Anthem）』は人気が高く、現在でも演奏される機会が多い。他にも、ウィリアム・ロードが母校オックスフォード大学セント・ジョンズ・カレッジ（St John's College）を訪問した際に作曲されたオーランド・ギボンズの『ヨハネの証はかくのごとし（The Record of John）』も有名である。ヴァース・アンセムはしばしば現代のイギリスの大聖堂の合唱に合うように移調されていて、たとえば『ヨハネの証はかくのごとし』には元々のテノール以外にアルト・ソロが存在する。
ヘンリー・パーセルも特別な行事の時、頌歌を作曲したように、壮麗なヴァース・アンセムを作曲した。たとえば、詩篇をテキストとする『神はしも、その途全し（The Way of God is an Undefiled Way）』は。ウィリアム3世のフランドル遠征の無事と凱旋を祝するために作られ、当時有名だったバス歌手John Gostling師によって歌われた。大規模なアンセムは「シンフォニー・アンセム（Symphony Anthems）」と呼ばれることも多く、独唱パートと合唱パートに加えて、弦楽器とオルガン・ソロのパートが加わる。パーセルの『主に向かって新しい歌を歌え（O sing unto the Lord）』や『常に主にありて喜べ（Rejoice in the Lord always）』がそれに含まれる。